# Sini (Sardinien)
Sini ist eine italienische Gemeinde (comune) in der Provinz Oristano auf Sardinien mit 494 Einwohnern (Stand: 31. Dezember 2023).

## Lage und Daten
Sini liegt 43 Kilometer südöstlich von Oristano. Das Gemeindegebiet umfasst eine Fläche von 8,75 km². Der Ort liegt auf einer Höhe von 255 Metern über dem Meer. Die Gemeinde grenzt an die Provinz Sud Sardegna. Die Nachbargemeinden sind Baradili, Genoni (SU), Genuri (SU) und Gonnosnò.
Nördlich des Ortes befindet sich im Parco di Cracchera der Wasserfall Su Strumpu.